# Canadian Medical Hall of Fame
O Canadian Medical Hall of Fame é uma organização de caridade canadense fundada em 1994, que homenageia canadenses que contribuíram para o entendimento de doenças e melhoramento da saúde da população. Possui um museu em London, Ontário, com uma cerimônia anual de indução.

## Laureados

### 1994
- Maude Abbott
- Frederick Banting
- Charles Herbert Best
- John Browne
- James Collip
- Harold Copp
- Charles George Drake
- Jacques Genest
- William Osler
- Wilder Penfield

### 1995
- Henry Joseph Macaulay Barnett
- Bruce Chown
- Herbert Jasper
- Charles Philippe Leblond
- William Thornton Mustard
- Robert Bruce Salter
- Michael Smith

### 1997
- Charles Thomas Beer
- Wilfred Gordon Bigelow
- Henri Breault
- Wilfred Grenfell
- Pierre Masson
- Brenda Milner
- Robert Noble
- Louis Siminovitch

### 1998
- Murray Barr
- Norman Bethune
- Roberta Bondar
- Tommy Douglas
- Ray Farquharson
- Charles Miller Fisher
- Claude Fortier
- Gustave Gingras
- Harold Elford Johns
- Heinz Lehmann
- Maud Menten

### 2000
- Bernard Belleau
- George Malcolm Brown
- John Robert Evans
- Jack Hirsh
- Leonora King
- David Sackett

### 2001
- John Bradley
- Henry Friesen
- William Gallie
- Peter Lougheed
- Frederick Montizambert
- Charles Scriver
- Lucille Teasdale-Corti

### 2003
- William Feindel
- Donald Olding Hebb
- Charles Hollenberg
- Charles Huggins
- James Fraser Mustard
- Marie-Marguerite d'Youville

### 2004
- Oswald Avery
- John Gerald FitzGerald
- Marc Lalonde
- Maurice LeClair
- Ernest McCulloch
- James Till

### 2006
- David Hubel
- John McEachern
- Ian McWhinney
- Anthony Pawson
- Hans Selye

### 2007
- Elizabeth Bagshaw
- Félix d'Herelle
- Jean Dussault
- Wilbert Keon
- Endel Tulving

### 2009
- Sylvia Fedoruk
- Tak Wah Mak
- Ronald Melzack
- Charles Tator
- Mladen Vranic

### 2010
- Alan C. Burton
- William Arthur Cochrane
- Phil Gold
- James C. Hogg
- Vera Peters
- Calvin Stiller

### 2011
- Albert Aguayo
- John Bienenstock
- Paul David
- Jonathan Campbell Meakins
- Allan Ronald
- David Lorne Tyrrell[1]

### 2012
- John Dirks
- Terry Fox
- Armand Frappier
- Frank Clarke Fraser
- Peter Macklem
- John James Rickard Macleod
- Tsui Lap-Chee

### 2013
- Antoine Hakim
- David MacLennan
- Arnold Naimark
- Claude Roy
- Ian Rusted
- Bette Stephenson

### 2014
- Max Cynader
- Adolfo de Bold
- Walter Mackenzie
- Thomas John Murray
- Ronald Worton
- Salim Yusuf

### 2015
- Alan Bernstein
- Judith Goslin Hall
- Bernard Langer
- John McCrae
- Julio Montaner
- Duncan Gordon Sinclair

### 2016
- Michael Bliss
- May Cohen
- Gordon Guyatt
- David Naylor
- Charles Tupper
- Mark Wainberg[2]

### 2017
- Michel G. Bergeron
- Michel Chrétien
- Richard Goldbloom
- Emmett Matthew Hall
- Michael R. Hayden
- F. Estelle R. Simons

### 2018
- Philip B. Berger
- Brett Finlay
- Vladimir Hachinski
- Balfour Mount
- Cheryl Rockman-Greenberg
- Emily Stowe[3]

### 2019
- G. Brock Chisholm
- Naranjan Dhalla
- James Dosman
- Jacalyn Duffin
- Connie Eaves
- Rémi Quirion